# Edward Sabine
Pour les articles homonymes, voir Sabine.
Edward Sabine est un astronome britannique, né le 14 octobre 1788 à Dublin et mort le 26 juin 1883 à East Sheen dans le Surrey.

## Biographie
Il sert dans l’artillerie britannique et occupe le poste d’astronome dans les expéditions en Arctique de sir John Ross (1777-1856) de 1818 et William Edward Parry (1790-1855) de 1819, tous deux à la recherche d’un passage au nord-ouest. Ces travaux lui valent la Médaille Copley en 1821.
En 1821, il entreprend des expériences sur les côtes de l’Afrique et de l’Amérique du Nord ainsi qu’en Arctique pour déterminer précisément la forme de la terre par l’observation du mouvement d’un pendule. Il fait paraître ses premiers résultats en 1825.
Afin d’étudier le champ magnétique terrestre, il supervise l’installation de centre d’étude à travers le monde. En 1852, il montre que les perturbations que connaît ce champ sont à mettre en relation avec l’activité solaire.
Il est lauréat de la Royal Medal en 1849, président de la Royal Society de 1861 à 1871 et est anobli en 1869. Son frère est le naturaliste Joseph Sabine (1770-1837).